# شهرستان ویندسور (ورمانت)
شهرستان ویندسور واقع در ایالت ورمانت است. جمعیت این شهرستان بر اساس سرشماری سال ۲۰۱۰ آمریکا ۵۶۶۷۰ نفر گزارش شده‌است. مرکز شهرستان ویندسور، شهر ووداستاک است.این شهرستان در سال ۱۷۸۱ بنیانگذاری شده‌است.